# De zaak Jasseron
De zaak Jasseron is een hoorspel naar L’affaire Jasseron van Alain Franck. Het werd op 5 oktober 1968 onder de titel Notar Jasseron uitgezonden door de Westdeutscher Rundfunk. Paul Vroom vertaalde het en de KRO zond het uit op vrijdag 14 augustus 1970. De regisseur was Willem Tollenaar. Het hoorspel duurde 50 minuten.

## Rolbezetting
- Dries Krijn (de notaris André Jasseron)
- Peronne Hosang (z’n vrouw Marthe)
- Paul van der Lek (de inspecteur)

## Inhoud
Bij de autor Alain Franck staat - zoals overigens bij vele Franse misdaadauteurs - niet de daad op zichzelf op de voorgrond. Hem interesseren de personen, die er direct of/en indirect bij betrokken waren. Hij speurt naar de gewilde of toevallige tegenstrijdigheden, de sociale dwang. Hij legt het menselijke, het al te menselijke bloot. Met slechts drie personen bouwt de auteur hier in de loop van vijftig minuten een spanning op, die zonder enige "actie" ontstaat. De zoon van een op het platteland praktiserende notaris is in Parijs vermoord geworden. Natuurlijk worden ook de ouders van de vermoorde door de politie aan een routineverhoor onderworpen. Daarbij verwikkelen ze zich meer en meer in tegenspraken…